# Carex atrofusca
Carex atrofusca — багаторічна трав'яниста рослина родини осокові (Cyperaceae), поширена в холодних регіонах північної півкулі: Північній Америці та Євразії.

## Опис
Рослини утворюють щільні пучки; кореневища короткі, стрункі; корені жовтуваті; луски блідо-коричневого кольору. Стебла до 30(60) см, тригональні. Листя: пластини шириною 2–4 мм, зелені; піхви бліді з зеленими жилками, стаючи блідо-жовтим-коричневими. Лігули 1–2.5 мм, тупі. Суцвіття 2–6(8) см. Чоловічих колосків 1, 5–10 мм, широко еліпсоїдні. Чоловічі колоскові луски 3.5 мм, яйцювато-еліптичні, темно-червоно-коричневі, рідко бліді з блідою або зеленою середньою жилкою. Жіночих колосків 2–4, 5–12 мм; жіночі колоскові луски ≈ 3 мм, фіолетові або червоно-чорні з блідою, тонкою або часто нечіткою середньою жилкою, верхівка загострена. Пиляки 1.9–2.6 мм. Сім'янки еліпсоїдні 1.4–1.6 × 0.7–0.9 мм.

## Поширення
Північна Америка: Канада, Аляска, Ґренландія; Європа: Австрія, Ліхтенштейн, Велика Британія, Фінляндія, Франція, Швейцарія, Італія, колишня Югославія, Норвегія, Російська Федерація, Румунія, Словаччина, Швеція; Азія: Сибір, Далекий Схід, Китай, Монголія, Індія, Непал, Казахстан, Киргизстан, Таджикистан, Узбекистан. Населяє осокові луки, вологі береги.